# 사릅스보르그 08 FF
사릅스보르그 08 FF(Sarpsborg 08 FF)는 노르웨이에 위치한 사릅스보르그를 연고로 하는 축구팀이다. 이 팀은 2008년에 창단하였다.

## 선수 명단

### 현역
참고: FIFA 자격 규정에 따라 소속된 국가대표팀 국기를 표시합니다. 선수는 복수의 FIFA 비회원국 국적을 가지고 있을 수 있습니다.
| 번호 | 포지션 | 국적       | 이름                 |
| ---- | ------ | ---------- | -------------------- |
| 14   | FW     |            | 조 잉게 베르게트     |
| 30   | DF     | 나이지리아 | 프랭클린 테보 우체나 |

| 번호 | 포지션 | 국적 | 이름 |
| ---- | ------ | ---- | ---- |